# Mîhailivka, Baștanka
Mîhailivka (în ucraineană Михайлівка) este un sat în comuna Lenine din raionul Baștanka, regiunea Mîkolaiiv, Ucraina.

## Demografie
Componența lingvistică a localității Mîhailivka
     Ucraineană (80,43%)
     Rusă (11,41%)
     Bulgară (2,72%)
     Română (1,09%)
     Alte limbi (0,54%)
Conform recensământului din 2001, majoritatea populației localității Mîhailivka era vorbitoare de ucraineană (80,43%), existând în minoritate și vorbitori de rusă (11,41%), bulgară (2,72%) și română (1,09%).